# Mighty Mouse (informática)

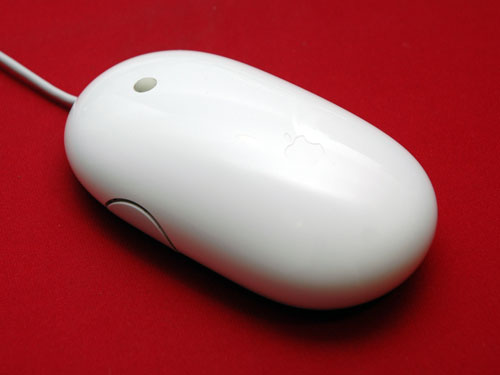
Mighty Mouse.

El Mighty Mouse (nombre código 'Houdini') es el primer ratón multibotón fabricado y comercializado por Apple Computer. Fue presentado el 2 de agosto de 2005. Previamente al Mighty Mouse, Apple sólo había vendido ratones de un solo botón, comenzando con el Apple Lisa 22 años atrás. La presentación del nuevo dispositivo se llevó a cabo ocho semanas después del anuncio de la transición Apple Intel de su línea de computadoras Macintosh a los microprocesadores Intel.
La denominación del ratón se utiliza bajo licencia de Viacom, propietario de los dibujos animados de Mighty Mouse, aunque esto es más por precaución ya que no se trata de productos similares.
El Mighty Mouse está hecho de plástico blanco — no consta de una superficie transparente como el anterior Apple Pro Mouse — con un logotipo de Apple en relieve en el frontal del ratón. El mouse USB dispone de una bola de desplazamiento en lugar de una rueda de desplazamiento, lo que permite que el usuario pueda desplazar el contenido de una ventana en cualquier dirección. Los botones laterales son programables para poder ejecutar aplicaciones o lanzar funciones del sistema operativo de Apple, como el Dashboard y Exposé. Estos dos botones no son programables por separado; el software de Apple indica que están destinados a ser usados como un único botón. A semejanza del ratón anterior de la compañía, el Mighty Mouse utiliza tecnología óptica para detectar los movimientos del mismo.
Este ratón se utiliza fácilmente porque sus dos botones actúan como uno y usan la misma carcasa de plástico. Habitualmente, el usuario utiliza dos dedos para el clic izquierdo y entonces quita el dedo izquierdo para hacer doble clic. Por defecto, Mac OS X estará configurado para no detectar un clic derecho para no confundir a los principiantes.
El ratón también es compatible con PC que ejecuten Microsoft Windows sin necesidad de controladores adicionales (de hecho no hay controladores adicionales disponibles actualmente). Sin embargo, algunas funciones como el desplazamiento horizontal, puede que no estén disponibles.

## Características
- Carcasa superior sensible al tacto.
- Bola de desplazamiento de 360 grados con posibilidad de hacer clic.
- Botones laterales por presión.
- Seguimiento óptico.
- Compatible con computadoras Macintosh, PC y Linux.
- Funciones programables para los cuatro botones.
- Emisión auditiva cuando se pulsa y se desplaza el cursor.
- Pequeño altavoz que proporciona una emisión auditiva cuando se pulsa, se pulsa y arrastra, o se utiliza la bola de desplazamiento.